# Bogatul și Lazăr
Pilda Bogatul și Lazăr (bogatul nemilostiv și săracul Lazăr) este o parabolă a lui Isus din Nazaret.
"Cu vremea săracul a murit și a fost dus de îngeri în sânul lui Avraam. A murit și bogatul și l-au îngropat. Pe când era el în locuința morților, în chinuri, și-a ridicat ochii în sus, a văzut de departe pe Avraam și pe Lazăr în sânul lui și a strigat: 'Părinte Avraame, fie-ți milă de mine și trimite pe Lazăr să-și moaie vârful degetului în apă și să-mi răcorească limba; căci grozav sunt chinuit în văpaia aceasta.' 'Fiule,' i-a răspuns Avraam, 'adu-ți aminte că, în viața ta, tu ți-ai luat lucrurile bune și Lazăr și-a luat pe cele rele; acum aici, el este mângâiat, iar tu ești chinuit. Pe lângă toate acestea, între noi și între voi este o prăpastie mare, așa ca cei care ar vrea să treacă de aici la voi, sau de acolo la noi, să nu poată.'" (Luca 16:22-26).
Multe discuții au avut loc în jurul problemei dacă cuvintele lui Isus din Luca 16:19-31 trebuie înțelese literal sau sunt doar o pildă. Unii credincioși sunt de părere că în această întâmplare, Isus le oferea ascultătorilor un crâmpei despre cum arată viața de după moarte. Alții, citând numeroase pasaje din Scripturi care par să contrazică felul cum este zugrăvit cerul și iadul în acest pasaj, sunt de părere că Domnul voia să învețe o cu totul altă lecție.
La sânul lui Avraam este un termen utilizat în scrierile rabinice.
Unii autori identifică bogatul ca fiind Caiafa.